# Baltsjik
Baltsjik of Balchik (Bulgaars: Балчик, Roemeens: Balcic) is een stad en een gemeente aan de Bulgaarse Zwarte Zeekust. De stad behoort tot de Dobroedzja en is onderdeel van de oblast Dobritsj.

## Geschiedenis
Op de plek van het huidige Baltsjik lag in de oudheid de Griekse nederzetting Krounoi (ook: Dionysopolis). Baltsjik kreeg zijn huidige naam in de Ottomaanse tijd.
Tussen 1913 en 1940 behoorde de stad met de rest van de zuidelijke Dobroedzja tot Roemenië. De Roemeense koningin Maria liet er haar zomerresidentie bouwen. In de jaren 1960 werd in de gemeente de toeristische badplaats Albena gebouwd.

## Bevolking
Op 31 december 2019 telde de gemeente Baltsjik 19.223 inwoners, waarvan 10.962 in de stad Baltsjik zelf en 8.261 inwoners in een van de 21 dorpen op het platteland. De urbanisatiegraad van de gemeente bedraagt ongeveer 57%.

### Etniciteit
Baltsjik heeft een gemengde bevolkingssamenstelling. Etnische Bulgaren vormden in 2011 68% van de bevolking in de gemeente Baltsjik en 73% in de stad Baltsjik. Etnische Turken vormden ongeveer 16% in de gemeente Baltsjik en een even groot percentage in de stad Baltsjik. De Roma vormden 12% in de gemeente en 9% in de stad Baltsjik. In werkelijkheid leven er echter maar een paar Turkse gezinnen in Baltsjik: de rest zijn vooral Turkssprekende Roma, die zich als Turken identificeren in de optionele volkstellingen. Er wonen ook kleinere groepen Tataren, Gagaoezen, Oekraïners, maar sinds kort ook Engelsen, Ieren en Russen.

### Religie
De meeste inwoners behoren tot de Bulgaars-Orthodoxe Kerk (65%). Een grote minderheid is islamitisch (20%). De overige inwoners zijn ongodsdienstig, protestants, katholiek of hebben geen antwoord gegeven op de volkstelling van 2011
| Religieuze samenstelling in februari 2011 | Religieuze samenstelling in februari 2011 | Religieuze samenstelling in februari 2011 | Religieuze samenstelling in februari 2011 | Religieuze samenstelling in februari 2011 |
| ----------------------------------------- | ----------------------------------------- | ----------------------------------------- | ----------------------------------------- | ----------------------------------------- |
|                                           |                                           |                                           |                                           |                                           |
| Bulgaars-Orthodoxe Kerk                   | Bulgaars-Orthodoxe Kerk                   |                                           | 63,5%                                     | 63,5%                                     |
| Katholieke Kerk                           | Katholieke Kerk                           |                                           | 0,5%                                      | 0,5%                                      |
| Protestantisme                            | Protestantisme                            |                                           | 0,5%                                      | 0,5%                                      |
| Islam                                     | Islam                                     |                                           | 20,0%                                     | 20,0%                                     |
| Geen                                      | Geen                                      |                                           | 4,1%                                      | 4,1%                                      |
| Anders/ Onbekend                          | Anders/ Onbekend                          |                                           | 11,4%                                     | 11,4%                                     |

## Trivia
De bergkam Balchik op het Livingston-eiland (behorend tot de Zuidelijke Shetlandeilanden, in de buurt van Antarctica) is genoemd naar de stad.